# 上海建工
上海建工（集团）总公司（英語：Shanghai Construction Group，简称上海建工集团、上海建工），是一家总部设立在中国上海的主要经营建筑承包、建筑工业、房产开发、市政基础设施投资经营等多个产业的国有企业。公司还经营建筑技术开发与转让、实业投资、对外派遣劳务人员等业务。截止至2013年12月，上海建工的业务覆盖了全国23个省的68个市。此外，上海建工同样还遍及多个国家和地区，在香港、澳门、新加坡、美国、苏丹、柬埔寨、科摩罗、俄罗斯、哈萨克斯坦都设有分公司。2011年，按照营业收入，集团是世界第十六大建筑公司。上海建工集团承包建设了大量上海乃至中国的大型及地标性建筑，如上海中心大厦、东方明珠电视塔和广州塔等。
该上市公司是上证180指数及其子指数上证中型股指数的成分股。2022年《财富》全球500强中排名第321位，营业收入(百万美元)：43572.3。

## 历史
20世纪90年代，上海加入席卷中国的改革开放和增长热潮，公司由此开始快速增长。上海成为 "建筑商的梦想"，上海建工受益于城市对建筑项目的热情，每年收入攀升30%。作为家乡的建设者，集团负责建造了许多上海的地标性建筑，包括上海大厦。

## 上市公司
上海建工实际控制其上市子公司——上海建工集团股份有限公司（上交所：600170），其在1998年6月15日成立，于1998年6月23日在上海上市。该公司是由上海建工（集团）总公司以下属的总承包分公司及九家全资子公司的相应资产进行重组，并采用募集方式而成立的股份有限公司。截止至2013年11月，上海建工（集团）总公司持有上海建工股份72.88%的股权。目前上海建工集团股份有限公司共拥有21家子公司、2家控股公司和5家参股公司。包括一家专门负责海外承包业务的上海建工集团股份有限公司海外事业部。在2013年的前三季度，公司营收682.69亿元，总资产共达866.21亿元。2011年，公司收购上海市政工程设计研究总院（集团）有限公司和上海外经集团控股有限公司。
2021年7月2日，上海建工集团召开生态环境板块整合重组工作动员会，决定将旗下园林集团所属上海琸域环境工程有限公司和上海格林曼环境技术有限公司、旗下市政设计总院所属上海申环环境工程有限公司等三家公司进行整合重组。，最终形成新的上海建工环境科技有限公司。10月27日，上海建工与国泰君安签署战略合作协议。

## 国际项目
上海建工集团在厄立特里亚从事海外建筑项目和采矿，旗下有一个专注于国际业务的子公司，即上海（集团）对外经济技术合作公司（SEFCO集团）。2011年底， SEFCO集团以8000万美元收购了一厄立特里亚金矿60%的股份。同时，该子公司在埃及政治不稳定的情况下，在开罗建造了一家五星级酒店，《纽约时报》在2012年引用这个例子，说明了中国公司在埃及开展业务的决心。
2014年2月，上海建工获得了加拿大埃德蒙顿的一个污水隧道项目的合同。这个价值1100万美元的投标标志着中国公司首次在北美进行隧道工程。2014年，集团还与坦桑尼亚国防和国家服务部签约，为坦桑尼亚人民国防军（Tanzanian Peoples’ Defence Force ，TPDF）建造12000套住房。该项目获得了中国进出口银行提供的5.5亿美元贷款。2015年，该集团通过一家美国子公司，以1.37亿美元的价格购买了橙县凯悦酒店，进一步体现了中国国有建筑公司越来越多地投资海外房地产的趋势。

## 全部项目
| 上海 - 上海中心（上海建工持有10%業權） - 上海環球金融中心（與中國建築一局聯營） - 东方明珠广播电视塔 - 金茂大厦（與大林組、其士（建築）、西寶聯營） - 上海体育场 - 上海浦东国际机场 - 上海磁浮示范运营线 - 上海南站 - 中國2010年上海世界博覽會一轴四馆 | 国内其它地区 - 中国国家大剧院 - 广州塔 - 珠江城大厦 - 济南绿地中心 - 东方之门 - 北京朝天轮 - 莲塘口岸（跨境橋樑及下方深圳河整治） - 星河雅寶西塔（上海建工在深圳的第一個摩天大樓項目；東塔則由中建二局承包） - 招商銀行全球總部大廈（地基工程） - 昆山中环（BT模式） | 海外 - 香港龍尾泳灘附近鄉村污水渠工程 - 聖公會嘉福榮真小學 - 澳门银河度假城分包 - 新卢萨卡体育场 - 柬埔寨7号国道 - 开罗国际会议中心 - 巴基斯坦巴中友谊中心 - 圣彼得堡波罗的海明珠商务中心 - 中國駐休士頓總領事館整建工程 |

## 子公司
- 上海建工一建集团有限公司
- 上海建工二建集团有限公司
- 上海建工四建集团有限公司
- 上海建工五建集团有限公司
- 上海建工七建集团有限公司
- 天津住宅建设发展集团有限公司
- 上海市安装工程集团有限公司
- 上海市基础工程集团有限公司
- 上海市机械施工集团有限公司
- 上海市建筑装饰工程集团有限公司
- 上海园林(集团)有限公司
- 上海市政工程设计研究总院(集团)有限公司
- 上海市建工设计研究总院有限公司
- 上海建工房产有限公司
- 上海建工集团投资有限公司
- 上海建工建材科技集团股份有限公司
- 上海外经集团控股有限公司
- 上海建工环境科技有限公司
- 上海华东建筑机械厂有限公司
- 上海建工电子商务有限公司
- 上海建工羿云科技有限公司[19]